# رجال في المصيدة (فلم)
رجال في المصيدة هو فيلم تشويق وإثارة مصري من إخراج محمود فريد وبطولة محمود المليجي، سهير زكي، توفيق الدقن، عبد المنعم مدبولي، صلاح قابيل، آمال رمزي، ميمي شكيب ومحمد رضا، صدر الفيلم في 12 أبريل 1971.

## نبذه
يعيش الأستاذ (علي الشربيني) مدير شركة التصدير وزوجته زينب وابنتيه حياة هادئة، تتم خطبة ابنته (أمينة) إلى شاب يدعى (أحمد) الذي تتعرف عليه الراقصة ياسمين وتقوم بايقاعه في غرامها، يعلم الاستاذ علي بذلك فيذهب إليها محاولًا إقناعها بالابتعاد عن خطيب ابنته، وتتصاعد الأحداث، خاصة مع دخول عصابة لتهريب الدولارات في المشهد.

## طاقم العمل
- محمود المليجي بدور الأستاذ علي الشربيني
- سهير زكي بدور أمينة
- توفيق الدقن بدور شوقي زعيم عصابة التزوير
- عبد المنعم مدبولي بدور قريب الشربيني
- صلاح قابيل بدور المهندس أحمد
- أمال رمزي بدور عزة الشربيني
- ميمي شكيب بدور زينب زوجة الشربيني
- محمد رضا بدور درويش

## وصلات خارجية
- مقالات تستعمل روابط فنية بلا صلة مع ويكي بيانات